# Beryx
Beryx es un género de peces de la familia Berycidae, del orden Beryciformes. Este género marino fue descrito por primera vez en 1829 por Georges Cuvier.

## Especies
Especies reconocidas del género:
- Beryx decadactylus G. Cuvier, 1829
- Beryx mollis T. Abe, 1959
- Beryx splendens R. T. Lowe, 1834

### Lectura recomendada
- Stanisław Rutkowicz: Encyklopedia ryb morskich. Gdańsk: Wydawnictwo Morskie, 1982. ISBN 83-215-2103-7.
- Skocz do góry ↑ Jerzy Gronau: Słownik nazw ryb. Kraków: Księgarnia Akademicka, 1994, s. 33. ISBN 83-901154-9-2.
- Mały słownik zoologiczny: ryby. Warszawa: Wiedza Powszechna, 1976.
- Joseph S. Nelson: Fishes of the World. Wyd. 4. John Wiley & Sons, 2006. ISBN 0-471-25031-7.
- Moore, Jon A. / Carpenter, Kent E. (ed.). 2003. Berycidae: Alfonsinos. FAO Species Identification Guide for Fishery Purposes and American Society of Ichthyologists and Herpetologists Special Publication, no. 5: The living marine resources of the Western Central Atlantic, vol. 2: Bony fishes, part 1 (Acipenseridae to ..). 1189-1191.